# دلاوران کوچه دلگشا
دلاوران کوچه دلگشا فیلمی به کارگردانی و نویسندگی حسن هدایت ساخته سال ۱۳۷۱ است.
این فیلم در ۸ اردیبهشت ۱۳۷۲ در سینماهای ایران اکران شد.

## خلاصه فیلم
فیلمساز سالخورده ای، پس از دریافت جایزه جشنواره، زمانی که در خانه اش به آلبوم قدیمی فیلم‌های جفتی نگاه می‌کند، دوران کودکی را به یاد می‌آورد
جمال کودک خردسال بی مادری است که عاشق سینما است، در حالی که پدرش سرکار سارنگ سانسورچی اداره نظمیه است و شب‌های جمعه با گرفتن مبلغی، به سینمای شهر می‌رود و فیلم‌ها را بازبینی می‌کند. صاعقه، جوان پرشوری که شیدای سینما است و خواهر جمال را دوست دارد اما سرکار او را قابل دخترش نمی‌خواند و منتظر بازگشت پسر رئیس نظمیه از سفر ترکیه است. در عین حال خود سرکار سارنگ که زنش را سال‌ها پیش از دست داده، به گلدونه خانم خاله صاعقه ارادت دارد و هر روز به بهانه ای به کافه ای که او اداره می‌کند می‌رود. گلدونه خانم نیز که به سارنگ بی‌توجه نیست، به او توصیه می‌کند برای معالجه دل دردش پیش دکتری برود که در همسایگی سارنگ زندگی می‌کند اما از لحاظ سیاسی با حکومت «مسئله» دارد. سارنگ با اکراه می‌پذیرد. مهری، نوه دکتر، همبازی جمال است و تاکنون سارنگ مخالف رفت و آمد آنها با یکدیگر بوده است. از طرف دیگر صاعقه، ازدواج خاله اش را با سارنگ منوط به قبول خودش به عنوان داماد او می‌داند. بالاخره به رغم مخالفت مادرزن سابق سارنگ که با آنها در یک خانه زندگی می‌کند، هر دو عروسی به‌طور همزمان، پنهان از مادرزن، شکل می‌گیرد. در جریان عروسی، پدر سارنگ دچار سکته می‌شود و همه فکر می‌کنند که مرده است. با ورود ناگهانی مادرزن، عروسی به هم می‌ریزد اما همین باعث بهبودی پدر سارنگ می‌شود که او نیز به مادرزن سابق سارنگ علاقه‌مند است. دکتر دستگیر و تبعید می‌شود و از این میان تنها مهری و جمال از هم دور می‌افتند. در پایان به زمان حال بازمی‌گردیم که فیلمساز با حسرت به آلبوم فیلم‌های جفتی اش نگاه می‌کند.

## بازیگران
| بازیگر         | نقش                            |
| -------------- | ------------------------------ |
| جمشید مشایخی   | کمال سارنگ(کهنسالی)/ دکتر صالح |
| علیرضا خمسه    | صاعقه                          |
| خسرو دستگیر    | سرکار سارنگ                    |
| زهره حمیدی     | گلدونه خانم                    |
| مژگان خورشیدی  | خواهر کمال سارنگ               |
| صدیقه کیانفر   | گلین باجی                      |
| اکبر دودکار    | پدر سرکار سارنگ                |
| احمدرضا اسعدی  | سرکار عزیزی                    |
| فرهاد خانمحمدی | خوش خنده                       |
| شهلا ریاحی     | مهری(کهنسالی)                  |

## تولید
اصل لوکیشن فیلم سال ۱۳۷۱ در خیابان سی متری شهرستان بندرانزلی بود و با هنرنمایی جمشید مشایخی، علیرضا خمسه، اکبردودکار، خسرو دستگیر، نیما تیمورپور توسط حسن پویا فیلمبرداری شد.
دلاوران کوچه دلگشا ششمین فیلم سینمایی در نقش کارگردان و دهمین نوشتار حسن هدایت می‌باشد.